# Guardia Rossa (Finlandia)
La Guardia Rossa  (in finlandese Punakaarti, in svedese Röda gardet, in russo Красная гвардия) è stata una milizia finlandese composta di socialisti rivoluzionari filo-bolscevichi e blandi socialdemocratici, che fu sconfitta nella guerra civile finlandese dalla Guardia Bianca e dall'esercito tedesco nel 1918. La sua base di operazioni è stata la Finlandia meridionale, formando la cosiddetta Repubblica socialista dei lavoratori finlandesi, governata dalla Delegazione popolare della Finlandia. Il suo capo è stato Kullervo Manner.